# Sylvia Syms
Sylvia May Laura Syms sau Sylvia Syms OIB (n. 6 ianuarie 1934, Greater London, Anglia, Regatul Unit – d. 27 ianuarie 2023, Denville Hall⁠(d), Anglia, Regatul Unit) a fost o actriță britanică, cel mai bine cunoscută din filmele Femeia în halat (1957), Ice Cold in Alex (1958), No Trees in the Street (1959) și Sămânța de tamarin (1974). A fost activă în filme, televiziune și teatru.

## Biografie
Sylvia Syms a devenit cunoscută în special pentru filmele sale între anii 1950 și 1960. Cu toate acestea, ea mai poate fi văzută în filme mai recente, la televizor și la teatru.
A devenit cunoscută peste noapte. În cel de-al doilea film My Teenage Daughter (1954) a interpretat-o pe „fiica cu probleme” a  actriței britanice Annei Neagle iar până în 1960 a lucrat cu Flora Robson, Orson Welles, Stanley Holloway, Lilli Palmer și William Holden, a apărut apoi în filmul Rece ca gheața în Alexandria (Ice Cold in Alex, 1958) în regia lui J. Lee Thompson, jucând alături de John Mills, Anthony Quayle și Harry Andrews, acest film a devenit un film cult în următorii ani, după ce un fragment a fost folosit într-o reclamă de bere. 
În 1959, a jucat în Ferry to Hong Kong cu Curd Jürgens și Orson Welles. Au urmat și alte comedii precum The Big Job (1965) cu Sid James, dar dramele au fost cele care i-au atras atenția, precum Sămânța de tamarin (1974) cu Julie Andrews și Omar Sharif, pentru care a primit nominalizare la premiu BAFTA.
De asemenea, a jucat rolul premierului britanic Margaret Thatcher la televiziune și în teatru și a apărut în Doctor Who în episodul Ghost Light.
În 1975 a fost președinta juriului Festivalului de Film de la Berlin. În 2002 a jucat în mini-seria The Jury și în 2006 în rolul Reginei Mamă în The Queen.
Fiica ei Beatie Edney este, de asemenea, actriță.

## Filmografie selectivă

### Cinema
- 1957 Femeia în halat (Woman in a Dressing Gown), regia J. Lee Thompson
- 1958 La spada di D'Artagnan (The Moonraker), regia David MacDonald
- 1958 Rece ca gheața în Alexandria (Ice Cold in Alex), regia J. Lee Thompson
- 1958 Uno straniero a Cambridge (Bachelor of Hearts), regia Wolf Rilla
- 1959 Passaggio a Hong Kong (Ferry to Hong Kong), regia Lewis Gilbert
- 1959 Espresso Bongo (Expresso Bongo), regia Val Guest
- 1960 La guerra segreta di suor Katryn (Conspiracy of Hearts), regia Ralph Thomas
- 1960 Il mondo di Suzie Wong (The World of Suzie Wong), regia Richard Quine
- 1961 Le vergini di Roma, regia Carlo Ludovico Bragaglia și Vittorio Cottafavi
- 1961 Victim, regia Basil Dearden
- 1962 La valigia del boia (The Quare Fellow), regia Arthur Dreifuss
- 1963 Le donne del mondo di notte (The World Ten Times Over), regia Wolf Rilla
- 1964 La rivolta del Sudan (East of Sudan), regia Nathan Juran
- 1965 Operațiunea Crossbow (Operation Crossbow), regia Michael Anderson
- 1967 La mano che uccide (Danger Route), regia Seth Holt
- 1968 Sfântul contra „SPADA” (The Fiction Makers), regia Roy Ward Baker
- 1969 Non uccidevano mai la domenica (The Desperados), regia Henry Levin
- 1969 Corri libero e selvaggio (Run Wild, Run Free), regia Richard C. Sarafian
- 1972 Asylum (Asylum), regia Roy Ward Baker
- 1974 Sămânța de tamarin (The Tamarind Seed), regia Blake Edwards
- 1986 Absolute Beginners, regia Julien Temple
- 1989 L'opera del seduttore (A Chorus of Disapproval), regia Michael Winner
- 1989 Shirley Valentine (Shirley Valentine), regia Lewis Gilbert
- 1991 Vite sospese (Shining Through), regia David Seltzer
- 2003 I'll Sleep When I'm Dead, regia Mike Hodges
- 2006 The Queen - La regina (The Queen), regia Stephen Frears
- 2008 Is Anybody There?, regia John Crowley

### Televiziune
- 2004/2008 Miss Marple (de Agatha Christie) – serial TV
- 2019 Gentleman Jack (Gentleman Jack) – serial TV